# Эретна-бей
Алаэддин Эретна, Эретна-бей, Эртена, Артана (тур. Alaeddin Eretna, Eretna Bey, Erdena, Artana) — основатель династии Эретнаогуллары, которая в 1335—1381 годах правила анатолийским бейликом (эмиратом), носившим название бейлик Эретнаогуллары или бейлик Эретна.
Эретна служил Тимурташу, наместнику Анатолии при хулагуидском ильхане Абу Саиде Бахадур-хане. Тимурташ в 1327 году восстал и сбежал в Египет. Эретна стал наместником Анатолии под властью Хасана Бузурга. После того, как Хасан Бузург был побеждён сыном Тимурташа Хасаном Кучаком, Эретна стал вассалом мамлюкского султана. Однако в 1343 году Эретна победил Хасана Кучака и стал независимым правителем над территориями, включающими Нигде, Анкару, Амасью, Токат, Самсун и Эрзинджан.

## Биография

### Происхождение
Ибн Арабшах полагал, что Эретна — монгол, в Караман-наме отец Эретны назван монголом, однако, по мнению К. Гёде,  наиболее достоверную информацию о происхождении Эретны дал Абдаллах ибн-Али Кашани, автор "Истории Олджейту" (Târîḫ-i Olcaytu). Перечисляя правителей, живших во время правления  Олджйту (1304-1316), Кашани отмечает, что «Эмир Тарымтаз и два его брата Сюнуктаз и Эретна происходят из уйгурского племени». Историки З. Велиди Тоган, И. Х. Узунчаршилы, Ф. Сюмер и другие утверждали, что Эретна был одним из уйгурских тюрков. 
Мать Эретны звали Тюкелти Хатун.  Отца Эретны, согласно Караман-наме, звали Джафер-бей, но Ф. Сюмер утверждал, что его звали Тайджу (?) Бахши. З. Велиди Тоган предположил, что  Тайджу (?) Бахши был одним из самых близких и доверенных людей Абаки-хана. Когда Тайджу (?) приехал в Анатолию, то принял ислам и взял имя Джафер. Джафер был бахши. Слово "бахши" в тюркских языках происходит от санскритского слова бхикшу. По мнению Луи Базена среди уйгуров был распространён буддизм, позднее сменившийся в государстве ильханов на ислам. 
У Эретны было четыре брата, имена двух известны — Сенктаз и Торумтаз. У третьего брата (имя неизвестно) был сын Феридун. У четвёртого брата (возможно, его звали Бурак) были сыновья — Пир Мехмед и Мутаххартен — и дочь. Кроме братьев у Эретны была сестра, вышедшая замуж за Тимурташа.

### Первые сведения
Эретна пришёл в Анатолию с армией ильханов. Вероятно, во времена ильхана Олджейту (1304—1316) Эретна был одним из эмиров второй степени (носил титул нойон). По предположению Клода Каэна, после смерти Олджейту в период малолетства ильхана Абу Саида Бахадур-хана и регентства эмира Чобана (1316—1327) Эретна был офицером на его службе. Сын Чобана, Тимурташ, был назначен наместником Анатолии, а его наибом (помощником) стал Эретна. Вероятно, к этому моменту сестра Эретны уже была женой Тимурташа. Согласно утверждению И. Узунчаршилы Эретна поднялся на первое место благодаря своему родству с Тимурташем.
Штаб-квартира монгольского наместника находилась в Кайсери, откуда он направлялся в карательные экспедиции, как, например, в 1324 году, когда Тимурташ отправился в Эгридир и убил Дундар-бея. Узнав о казни своего отца в декабре 1327 года, Тимурташ бежал в Каир и оставил своего зятя Эретну своим наибом в Анатолии. Аль-Умари сообщал, что «Эртена-бей» стал наместником ильханов в Руме около 1327 года, он должен был защищать границы. Когда взбунтовались тюрки огузы, Эретна послал против них эмира Арифа-челеби. Тимурташ был тепло принят султаном ан-Насиром Мухаммедом, но в августе 1328 года Аль-Насир казнил беглеца, не желая портить отношений с Абу-Саидом (К. Каэн датировал смерть Тимурташа  727 (1326) годом).
Вместо Тимурташа Абу-Саид назначил анатолийским наместником Хасана Бузурга (Большого Хасана) из Джелаиридов. Хасан мало вникал в дела в Малой Азии, полагаясь на своего ставленника Эретну. Таким образом, к моменту смерти ильхана Абу Саида в 1335 году Эретна фактически был управителем владений монголов в Малой Азии (Рума). После смерти Абу Саида, не оставившего детей, чингизиды начали сражаться за трон ильхана. Воспользовавшись этим, Эретна-бей обрёл независимость, образовав на бывших землях Рума бейлик. Тем не менее с 1335 года по 1340 год Эретна правил от имени ставшего правителем Хасана Бузурга. В 1337 году Хасан Бузург был побеждён сыном Тимурташа Хасаном Кучаком («Малый Хасан»). Эретна остался без поддержки. Тем не менее, он отказался признать суверенитет Хасана Кучака и обратился за защитой к мамлюкскому султану Мелику Насиру Мухаммеду.

### Отношения с Дулкадиридами и мамлюками
В августе 1338 года вали Даренде, Мерджан Хадым поехал в Сивас к Эретна-бею на совет. Этим воспользовался Караджа-бей Дулкадироглу и напал на Даренде. Ночью воины Дулкадирида поднялись на городские стены по верёвкам, которые им спустил один из охранников крепости. После короткой, но кровопролитной схватки стражники были убиты, и замок перешёл в руки Караджи. Эретна был разгневан этим нападением, и в 1339 году между ним и Караджа-беем произошла битва. С обеих сторон было потеряно 500 человек. Эретна бежал с поля боя, Караджа захватил обоих его сыновей, а также богатую добычу. Но вскоре при посредничестве султана Насира дулкадырцам пришлось вернуть часть из 20 000 голов крупного рогатого скота, которые были захвачены у Эретны. В 1340 году Караджа снова вторгся на территорию Эретны. Это нападение, по мнению историка Р. Юнанча, было совершено по приказу мамлюкского султана. Когда посол Эретны, прибыл в Каир, чтобы пожаловаться на грабёж со стороны Дулкаридов, ему поставили в вину, что имя мамлюкского султана не читается в бейлике Эретна в хутбе, и деньги чеканятся не от имени султана. Пользуясь прикрытием мамлюков, Караджа-бей продолжал рейды на территорию Эретна. Когда Эретна-бей собрался в Каир, Тенгиз как вали Дамаска не позволил ему проехать по своей территории.

### Победа на Каранбюке
Не только Караджа беспокоил Эретну. Кучак Хасан сумел захватить у Эретны Эрзурум, Эрзинджан и Шебинкарахисар, которые оставались под контролем Кучака Хасана до 1343 года. Кучак Хасан планировал захватить Сивас. Эретна узнал о намерениях  Хасана. Он быстро выступил с войском и встретил вражескую армию на равнине «Каранбюк/Керенбюк/Геренбюк/Кесенбюк» (предположительно где-то между Сивасом и Эрзинджаном)  до того, как армия Хасана достигла Сиваса. В сентябре-октябре 1343 года состоялась битва между Эретной и соединёнными силами Кучак Хасана и ильхана Сулеймана-хана. Эретна победил, ему досталась большая добыча из лагеря Сулеймана. Эта победа подняла авторитет Эретны и принесла ему славу.  К. Гёде назвал битву при Каранбюке одной из самых кровопролитных битв в истории. По его словам, эта победа в истории Турции занимает важное место, поскольку положила конец планам Чобанидов на господство в Анатолии и дала возможность Эретне объявить о независимости. 
После поражения Хасан Кучак сбежал, он был убит в том же году своими жёнами.
В подчинении Эретны находилась значительная часть Центральной и Восточной Анатолии с городами Нигде, Анкару, Амасью, Токат, Самсун и Эрзинджан, Сивас, Кайсери, Аксарай, Девели, Карахисар, Мерзифон. Первоначально столица Эретны была в Сивасе, однако затем переместилась в Кайсери. Имя Эретны называли в хутбе, от его имени с 1341 года чеканились монеты. В надписях на монетах он назван султаном с лакабом Ала ад-Дин, однако он так же упоминался с лакабами  Рашид ад-Дин» и Сейф ад-Дин. 
Эретна умер в 1352 году и был похоронен, вероятно, в построенном им Кёшкмедресе. По словам К. Гёде, поскольку  он был среди эмиров султана Ольджейту, правившего в 1304-1316 годах, то к 1352 году  ему должно было быть более шестидесяти лет.

## Личность
Когда путешественник Ибн Баттута приехал в Сивас, он встретился с Эретной и назвал его «наместником короля Ирака»:
Мы посетили амира Ала ад-Дин Артана, который, говоря на превосходном арабском языке, спросил меня о странах, которые я посетил, и их суверенах, а затем прислал нам подарки. Когда мы покинули Сивас, он написал своим офицерам в городах, чтобы они оказали нам гостеприимство и предоставили нам продовольствие.
В «Караман-наме» о нём написано: «Он был таким крупным человеком, что любой, кто его видел, думал, что он великан, он ездил на быке».
Эретна был учёным человеком, милосердным и сострадательным, люди были довольны его управлением. Из-за его редкой бороды его называли «Пророк с редкой Бородой» (тур. Köse Peygamber). По словам историков Д. Е. Еремеева и М. С. Мейера «вплоть до самой смерти в 1352 году он признавался одним из наиболее влиятельных малоазийских властителей».

## Семья
Известно о трёх жёнах Эретны — Тога-хатун, Исфахан Хан-хатун и Сули Паша. Про Тога-хатун, которая жила в Кайсери и была ученой родственницей шейха Хасана Бузурга, писал Ибн Баттута. Про Исфахан Шах-Хатун известно, что она была матерью младшего сына Эретны — Мехмеда-бея. Для Сули Паши Эретна построил мавзолей, называющийся Кёшк Медресе. Из надписи на её захоронении известно, что Сули Паша умерла в 1339 году. Она была, возможно, дочерью правителя Дулкадирогуллары или сестрой одного из эмиров Амасьи, Тюли-бея, её матерью была дочь Иззеддина Хасана-бея.
Всего у Эретны было три сына: Хасан, Джафер и Мехмед. Хасан, старший сын Эретна-бея правил Сивасом, он умер в декабре 1347 года в раннем возрасте и был похоронен в построенном Эретной мавзолее, Гюдюк Минаре (Güdük Minare). После смерти отца Джафер и Мехмед начали борьбу за власть в которой победил Гияседдин Мехмед. Он был юн и не смог удержать власть. В 1354 году он бежал к Караманидам,  на трон взошел Иззеддин Джафер. В апреле 1355 года  Мехмед победил  Джафера в битве при Ялнызгозе и снова стал беем. В октябре 1365 года Мехмед-бей  потерпел неудачу в борьбе с монголами и был убит в Сивасе  Хаджи Шадгельды и Хаджи Ибрагимом.

## Имя
Имя Эретна учёные возводят к древнетюркскому слову уйг. erdini~erdäni~ertini‎ — «драгоценность, сокровище», ещё Махмуд аль-Кашгари писал, что это имя имеет формы Эрдини и Эртини и означает «большая жемчужина». Имя происходит от санскритского слова, звучащего как ратна, но в уйгурском слово не может начинаться со звука -р. На фарси это имя звучит как Эретна, на монгольском — Аратна. Источники упоминают Эретну-бея как Эретну (Азиз бин Ардашира Астарабади, ученик Аз-Захаби — ас-Сафади, Энвери в Дюстюрнаме), Эредну (в вакуфных документах Дулкадироглу Сулеймана-бея) или Эртену (Орудж-бей, Ибн Баттута).